# Happy Feet Two
Happy Feet Two is een Amerikaans-Australische animatiefilm uit 2011 en het vervolg op Happy Feet uit 2006. De stemmen worden verzorgd door onder meer Elijah Wood, Robin Williams en P!nk.

## Verhaal
De held uit de eerste film, de tapdansende keizerspinguïn Mumble, is inmiddels vader geworden, maar tot zijn teleurstelling deelt zoon Erik zijn enthousiasme voor dansen helemaal niet. Als Erik "The Mighty Sven" ontmoet, een papegaaiduiker die denkt een vliegende pinguïn te zijn, gaat hij zonder toestemming met deze mee naar een ander gebied.

## Productie
De stem van Mumbles verovering uit de eerste film, Gloria, zou eerst weer door Brittany Murphy verzorgd worden, maar na haar overlijden in 2009 ging de rol naar zangeres P!nk, die ook de titelsong zingt.